# Vers brisés
Des vers brisés sont des vers poétiques qui cachent un texte (texte gigogne). Pour découvrir le sens caché de ces vers, il faut diviser le poème en deux colonnes, et lire d'abord la colonne de gauche puis la colonne de droite.

## Exemples

### Extrait deZadig
Extrait de Zadig (chap. 4) de Voltaire où les vers tronqués du héros manquent de le conduire à sa perte.
| Par les plus grands forfaits | j’ai vu troubler la terre.    |
| sur le trône affermi,        | le roi sait tout dompter.     |
| Dans la publique paix        | l’amour seul fait la guerre : |
| C’est le seul ennemi         | .qui soit à redouter.”        |

### Les confessions de foi de Puylaurens
Texte anonyme du temps des guerres de religion au XVIe siècle,,
| J'abjure maintenant       | Rome avec sa croyance       |
| Calvin entièrement        | j'ai en grande révérence    |
| J'ai en très grand mépris | la messe et tous les saints |
| Et en exécration          | du pape et la puissance     |
| De Calvin la leçon        | reçois en diligence         |
| Et ceux qui le confessent | sont heureux à jamais       |
| Tous damnés me paraissent | le pape et ses sujets       |
| Oui Calvin et Luther      | je veux aimer sans cesse    |
| Brûleront en enfer        | Ceux qui suivent la messe.  |

### Conflit dynastique entre Bourbon et Bonaparte
Texte légitimiste et anti-bonapartiste de la fin du XIXe siècle, inspiré d'un texte de la Restauration,,.
| Vive à jamais             | l'empereur des Français    |
| La famille royale         | est indigne de vivre :     |
| Oublions désormais        | la race des Capets,        |
| La race impériale         | doit seule lui survivre !  |
| Soyons donc le soutien    | de ce Napoléon.            |
| Du comte de Chambord      | chassons l'âme hypocrite : |
| C'est à lui qu'appartient | cette punition.            |
| La raison du plus fort    | a son juste mérite.        |

### Poème de laRésistance
Poème publié durant la Seconde Guerre mondiale, dans la France occupée,,.
| Aimons et admirons     | le chancelier Hitler !  |
| L'Éternelle Angleterre | est indigne de vivre.   |
| Maudissons, écrasons   | le peuple d'outremer    |
| Le nazi sur la terre   | sera seul à survivre.   |
| Soyons donc le soutien | du führer allemand      |
| Des boys navigateurs   | finira l'odyssée        |
| À eux seuls appartient | un juste châtiment      |
| La palme du vainqueur  | attend la croix gammée. |